# Stemonocera spinulosa
Stemonocera spinulosa är en tvåvingeart som först beskrevs av Erich Martin Hering 1936.  Stemonocera spinulosa ingår i släktet Stemonocera och familjen borrflugor.
Artens utbredningsområde är Polen. Inga underarter finns listade i Catalogue of Life.